# Combat Rock
Combat Rock je album grupe The Clash izdan u svibnju 1982. godine. To je posljednji album grupe na kojem su nastupili Mick Jones, jedan od osnivača grupe, i Topper Headon. Album je bio veoma dobro prihvaćen te je dospio na drugo mjesto britanske i sedmo mjesto američke top ljestvice albuma. Na albumu se nalazi i pjesma "Should I Stay or Should I Go", koja je 1991. postala jedini singl grupe koji je dospio ma broj jedan na britanske top ljestvice singlova.
Combat Rock je bio planiran kao dvostruki album, radnog naziva Rat Patrol from Fort Bragg, ali je ideja odbačena zbog neslaganja unutar grupe. Mick Jones je izmiksao prvu verziju, ali je ostatak grupe bio nezadovoljan s konačnim rezultatom te su se odlučili za jednostruko izdanje i produkciju prepustili Glyn Johnsu.
Naslovnicu za album je snimila Pennie Smith na napuštenoj željezničkoj pruzi izvan Bangkoka, za vrijeme njihove "Far East" turneje 1982.
Album je, zajedno s ostalim albumima grupe, obnovljen i ponovno izdan u siječnju 2000. godine.

## Popis pjesama
1. "Know Your Rights" – 3:39
2. "Car Jamming" – 3:58
3. "Should I Stay or Should I Go" – 3:06
4. "Rock the Casbah" – 3:44
5. "Red Angel Dragnet" – 3:48
6. "Straight to Hell" – 5:30
7. "Overpowered by Funk" – 4:55
8. "Atom Tan" – 2:32
9. "Sean Flynn" – 4:30
10. "Ghetto Defendant" – 4:45
11. "Inoculated City" – 2:43
12. "Death Is a Star" – 3:08

### Rat Patrol From Fort Bragg(popis pjesama)
1. "The Beautiful People Are Ugly Too" - 3:45
2. "Kill Time" - 4:58
3. "Should I Stay or Should I Go" - 3:05
4. "Rock the Casbah" - 3:47
5. "Know Your Rights" (produžena verzija) - 5:04
6. "Red Angel Dragnet" - 6:12
7. "Ghetto Defendant" - 6:17
8. "Sean Flynn" - 7:30
9. "Car Jamming" - 3:53
10. "Inoculated City" - 4:32
11. "Death Is a Star" - 2:39
12. "Walk Evil Talk" - 7:37
13. "Atom Tan" - 2:45
14. "Overpowered by Funk" (demo) - 1:59
15. "Inoculated City" (neuređena verzija) - 2:30
16. "First Night Back in London" - 2:56
17. "Cool Confusion" - 3:10
18. "Straight to Hell" (produžena verzija) - 6:56

## Top ljestvice

### Albuma
| Godina | Ljestvica                 | Pozicija |
| ------ | ------------------------- | -------- |
| 1982.  | UK Albums Chart           | #2       |
| 1983   | U.S. Billboard Pop Albumi | #7       |

## Izvođači
- Joe Strummer - gitara, vokal
- Mick Jones - gitara, vokal
- Paul Simonon - bas-gitara, vokal
- Topper Headon - bubnjevi

## Vanjske poveznice
- allmusic.com - Combat Rock